# انقلاب 1993 في أذربيجان
وقع انقلاب أذربيجان عام 1993 في 1 سبتمبر 1993 على يد ميليشيا بقيادة القائد العسكري سورات حسينوف حيث حاول الإطاحة بأبو الفضل إلجي بيك وإيصال حيدر علييف للسلطة.
وفي حين خسرت أذربيجان الحرب التي عارضتها ضد أرمينيا، أرسل الرئيس أبو الفضل إلجي بيك القائد سورات حسينوف بسبب إخفاقاته العسكرية. وبذلك أنشئ ميليشيا معادية للحكومة، مما عجل بهزيمة أذربيجان.
ومع ذلك، فقدت حكومة إلجي بيك مصداقيتها بسبب الانتصارات العسكرية التي حققها حسينوف، والتي تشكلت ميليشياته في وطنه ناختشيفان، بأسلحة قدمها الجيش الروسي. بعد ذلك مباشرة، استقال العشرات من المسؤولين الحكوميين في حكومة إلجي بيك واندلعت الاحتجاجات للمطالبة بتغيير الحكومة. وأمام هذا الوضع، أيد إلجي بيك ترشيح حيدر علييف لرئاسة مجلس النواب الأذربيجاني.
بعد بضعة أيام، وفي الأول من سبتمبر، استولت ميليشيا حسينوف على العاصمة باكو، وأجبرت الرئيس أبو الفضل إلجي بيك على الفرار، وجعلت علييف رئيسًا. وعلى الفور، صدق البرلمان على علييف وأجري استفتاء في 29 أغسطس. وبالتالي، تم انتخاب علييف رئيسًا دستوريًا في الانتخابات التي أجريت في 3 أكتوبر.
انتخب علييف حسينوف رئيسًا للوزراء.
أسس علييف نظامًا استبداديًا ومدد حكومته حتى عام 2003، عندما خلفه ابنه إلهام علييف.